# Myrtoideae
Die Myrtoideae sind eine der beiden Unterfamilien der Familie Myrtengewächse (Myrtaceae). Sie umfasst mit weit über 4600 Arten die große Mehrzahl aller Arten der Familie und steht der Unterfamilie der Psiloxyloideae gegenüber, die nur aus vier Arten enthält.

## Beschreibung
Die Laubblätter stehen entweder spiralig oder gegenständig, Sekretionshöhlen sind vorhanden und enthalten stets ätherische Öle.
Myrtoideae sind Pflanzenarten mit in der Regel zwittrigen Blüten, selten sind sie andromonözisch.  Die Staubblätter sind in der Knospe gekrümmt, die Staubbeutel bei voll geöffneter Blüte zweikammerig. Der Embryosack ist vom Polygonumtyp.
Die Chromosomengrundzahl beträgt x = 11.

## Systematik
Die Unterfamilie Myrtoideae wurde 1827 von Robert Sweet in Fl. Australas. Tafel 10 aufgestellt.
Sie enthält 15 Tribus in fast 130 Gattungen mit über 4600 Arten:

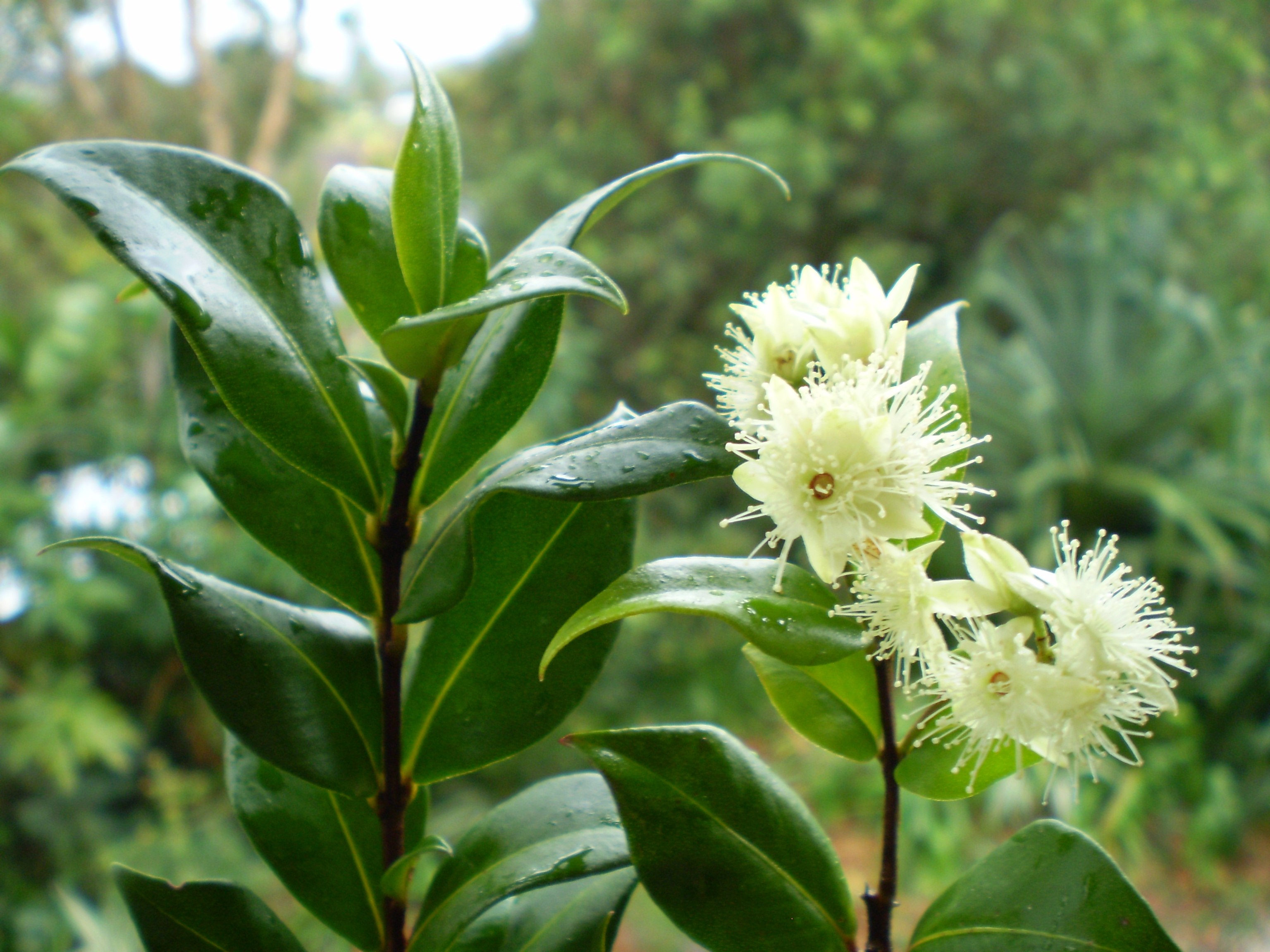
Unterfamilie Myrtoideae Tribus Backhousieae: Laubblätter und Blüten von Backhousia myrtifolia

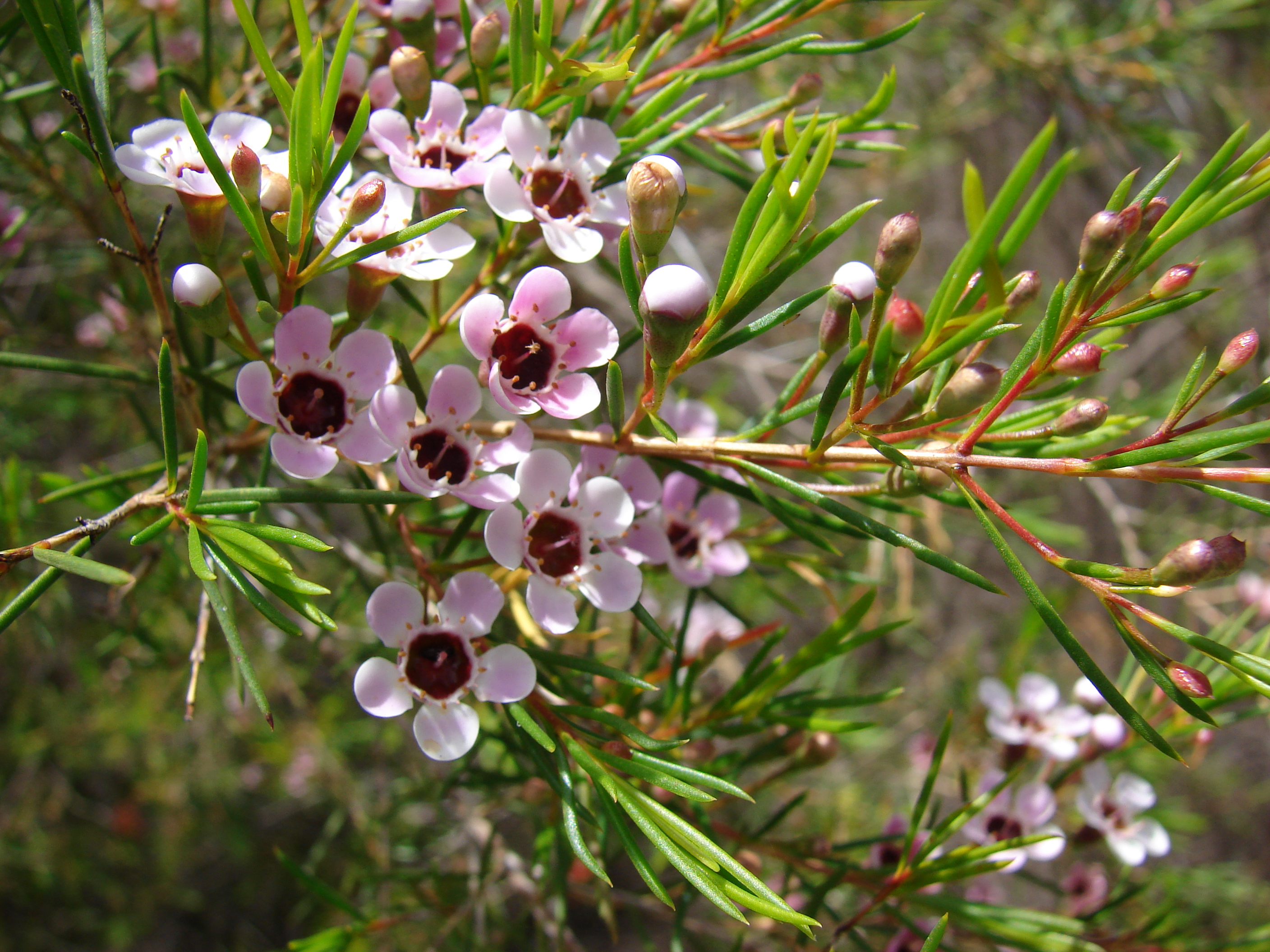
Tribus Chamelaucieae: Zweig mit Laubblättern und Blüten von Chamelaucium uncinatum

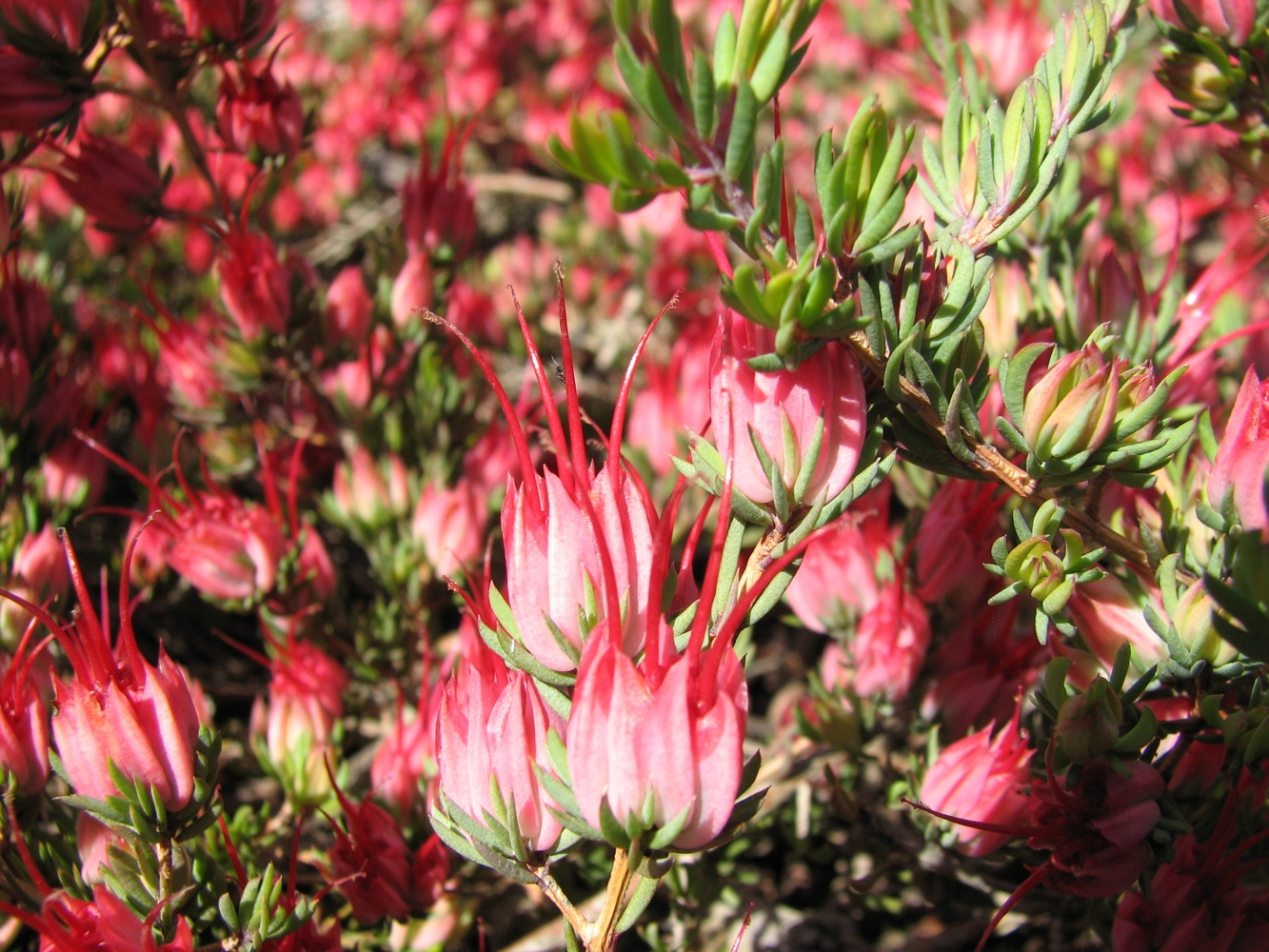
Tribus Chamelaucieae: Köpfchenförmige Blütenstände von Darwinia taxifolia subsp. macrolaena

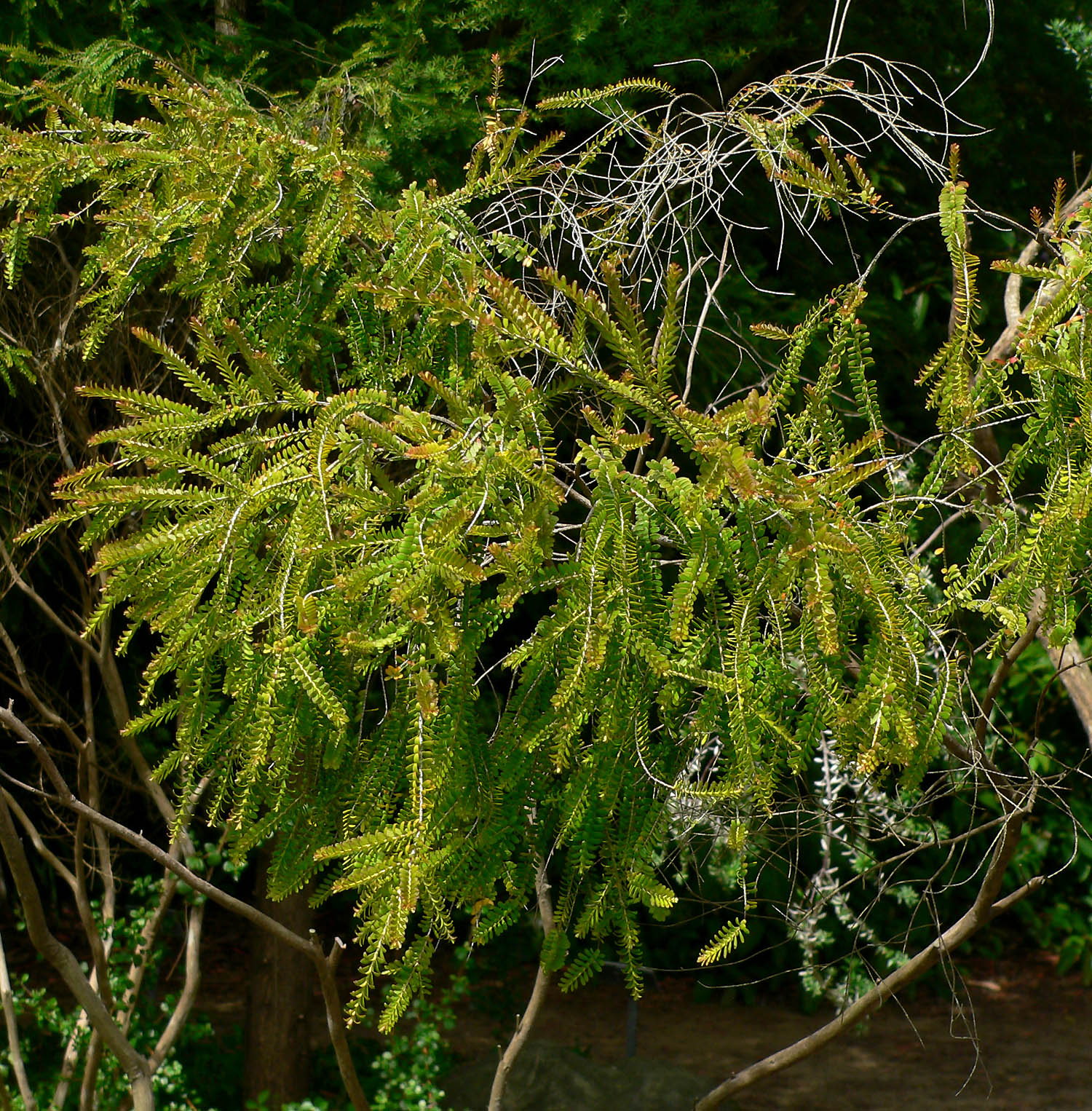
Tribus Chamelaucieae: Habitus und relativ kleine Laubblätter von Triplarina imbricata

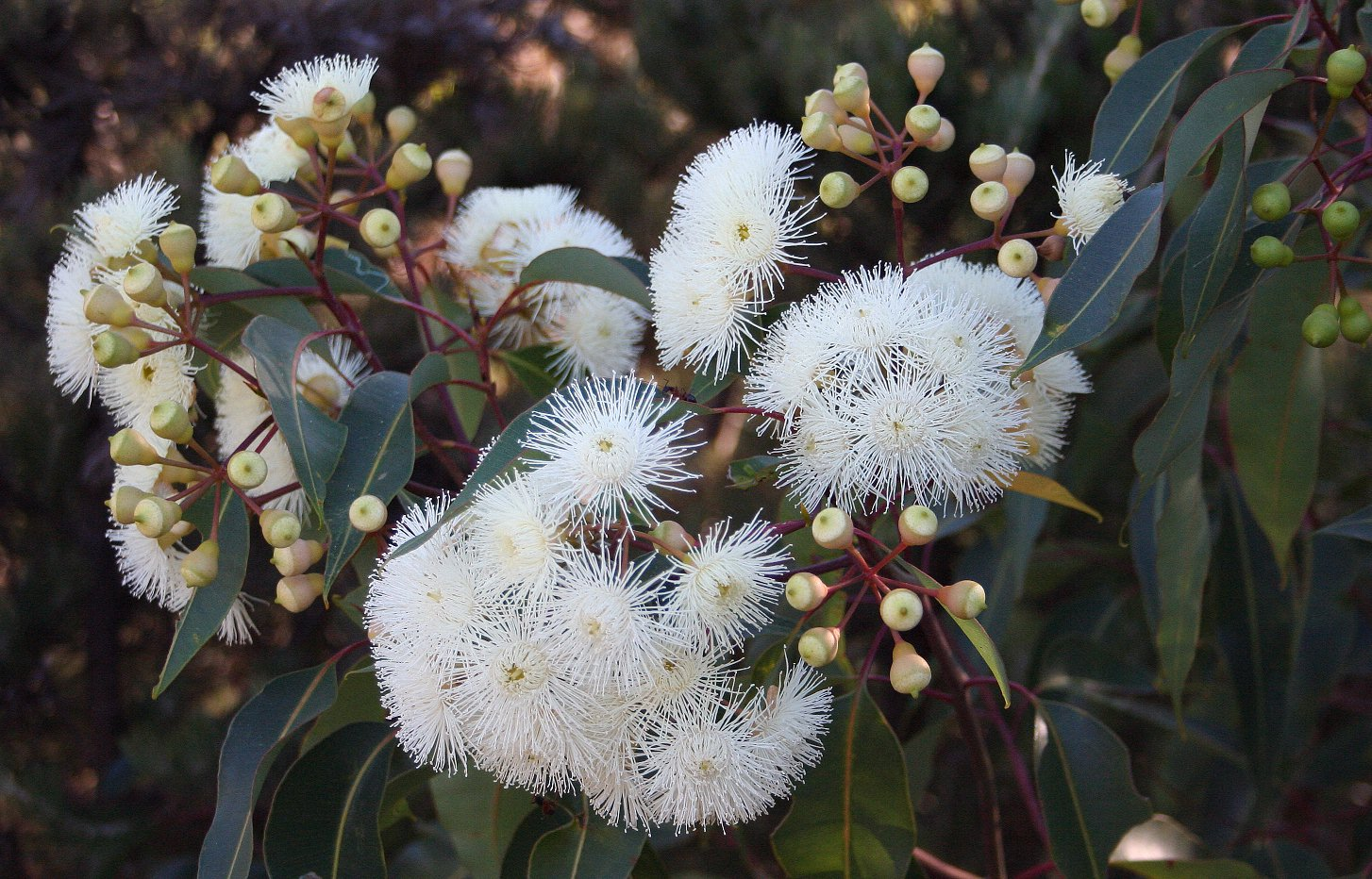
Tribus Eucalypteae: Zweig mit Laubblättern und Blütenständen von Corymbia calophylla

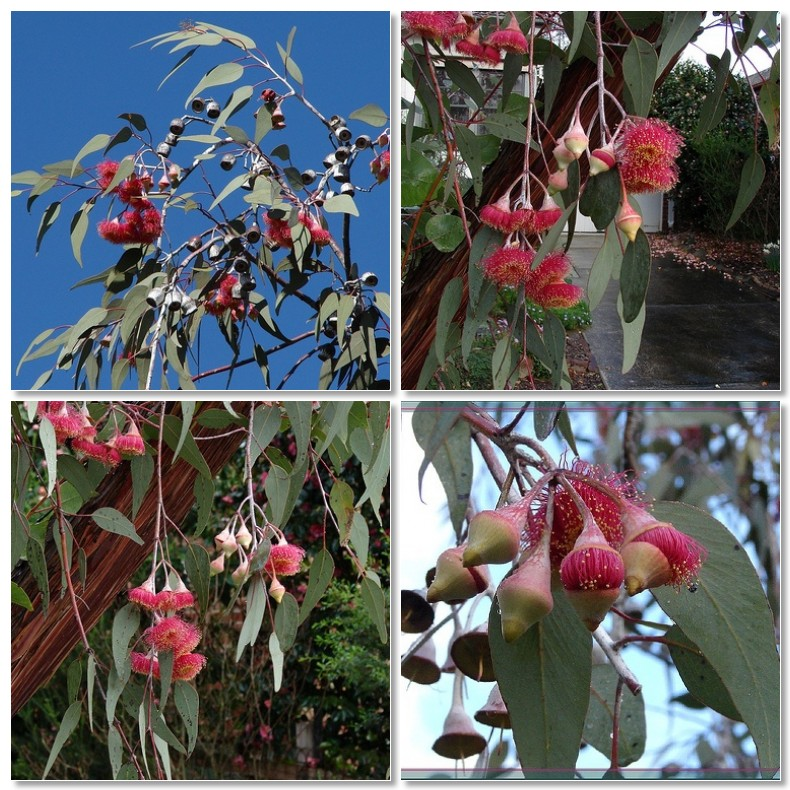
Tribus Eucalypteae: Eucalyptus caesia

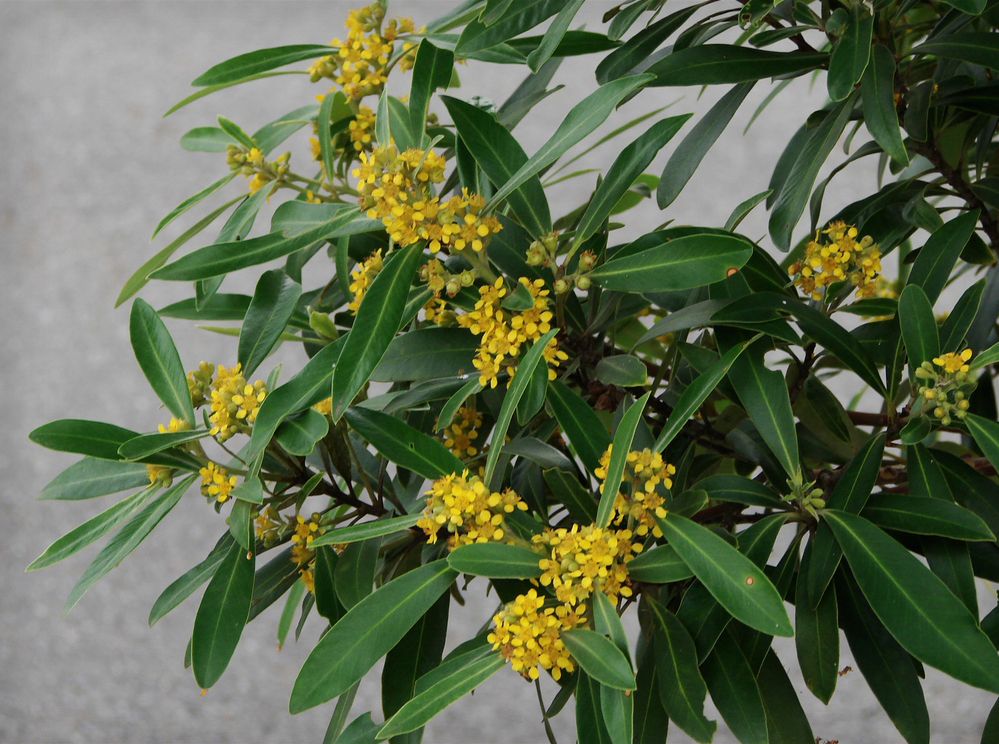
Tribus Kanieae: Zweig mit Laubblättern und Blüten von Tristaniopsis laurina

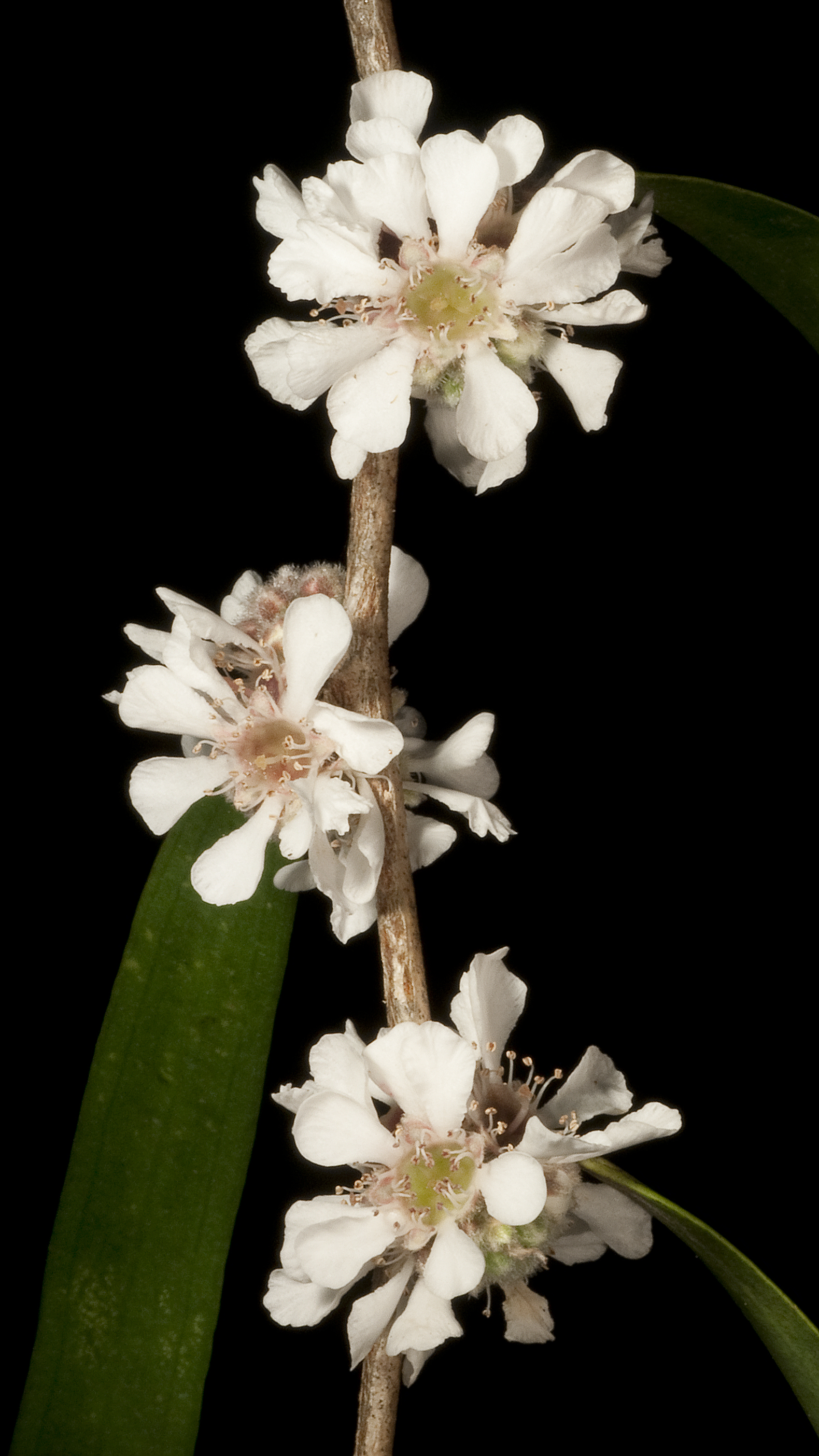
Tribus Leptospermeae: Zweig mit fünfzähligen Blüten von Agonis flexuosa

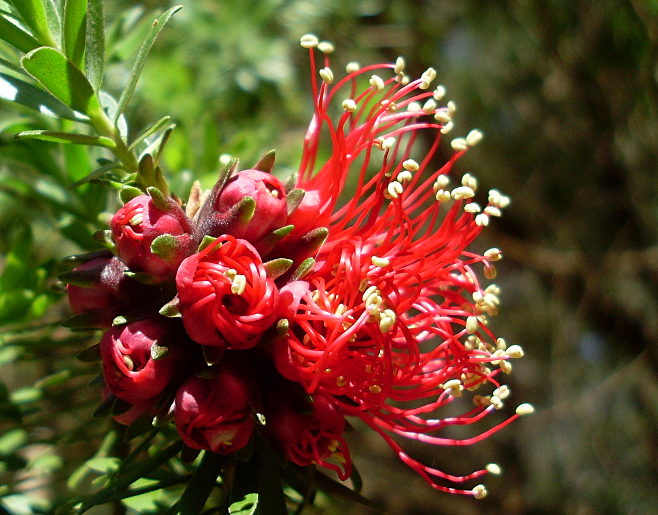
Tribus Leptospermeae: Zweig mit Laubblättern und Blüten von Kunzea baxteri

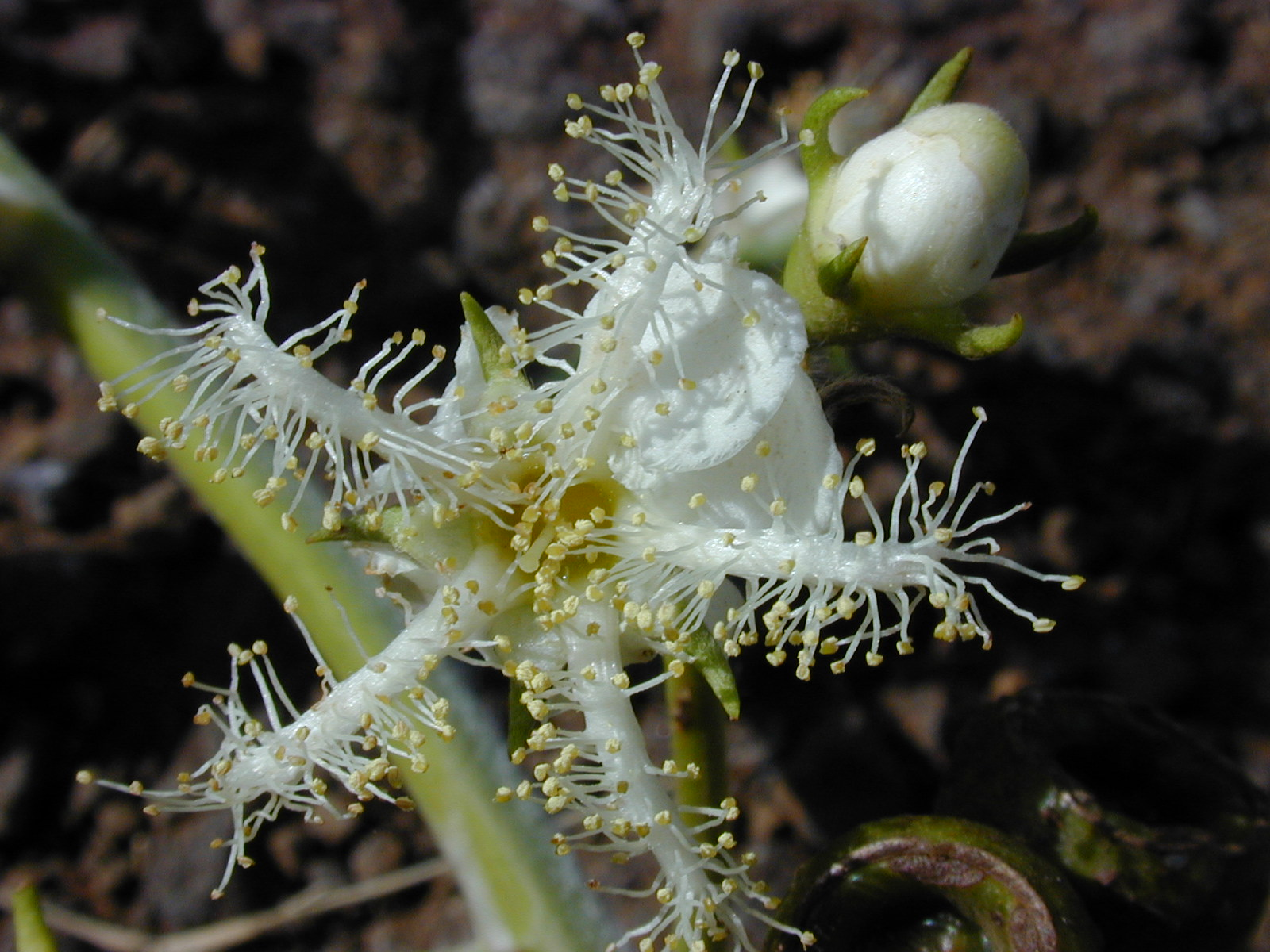
Tribus Lophostemoneae: Fünfzählige Blüte von Lophostemon confertus mit in fünf Bündeln verwachsenen Staubblättern

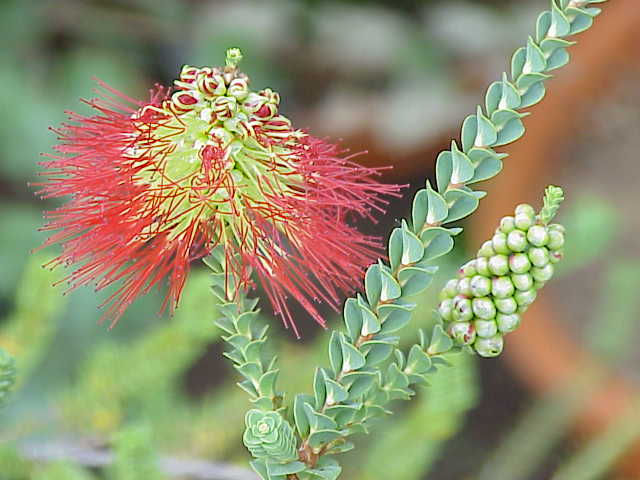
Tribus Melaleuceae: Blütenstand und Zweige mit relativ kleinen Laubblättern von Beaufortia orbifolia

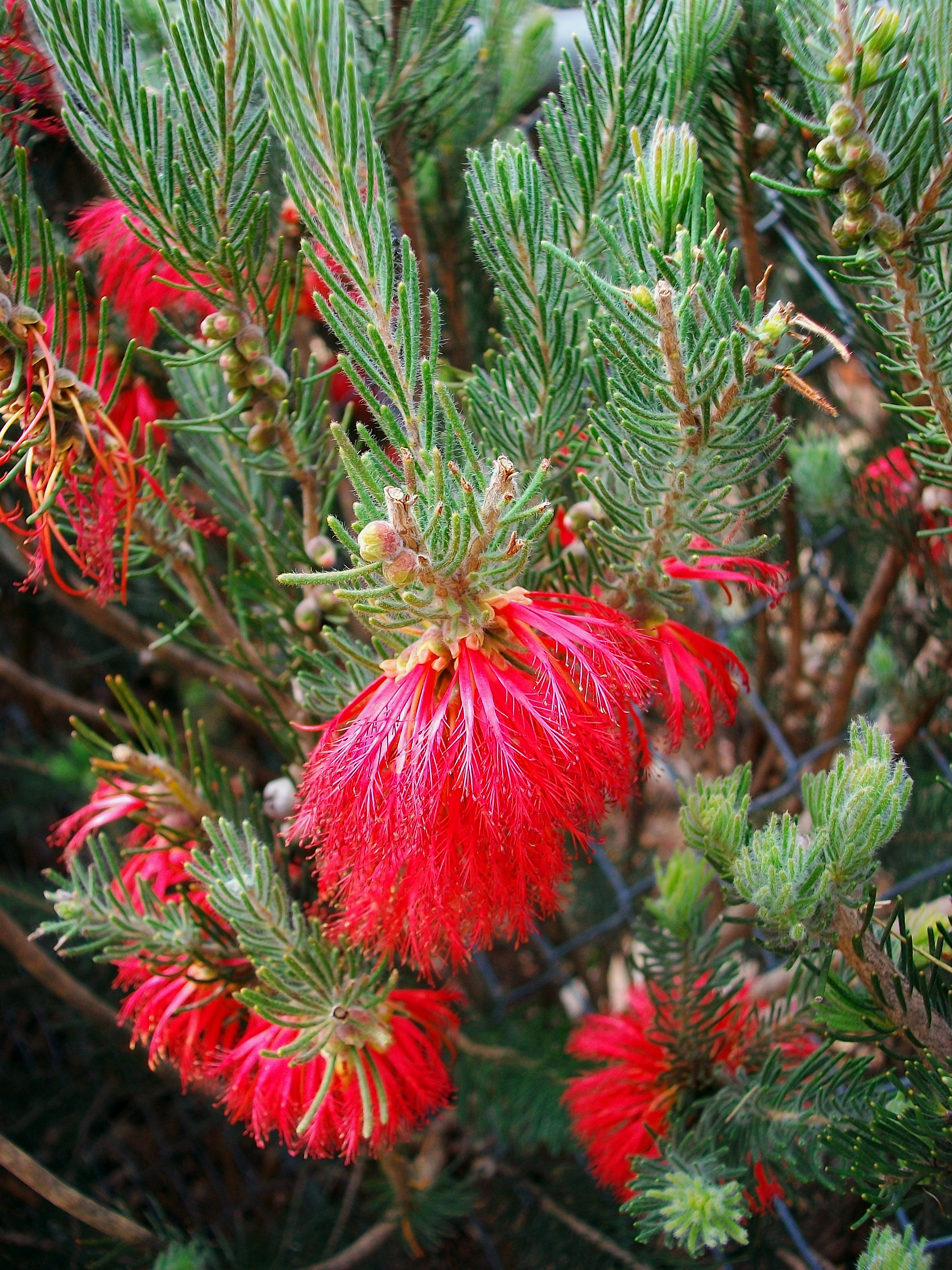
Tribus Melaleuceae: Laubblätter und Blüten von Calothamnus quadrifidus

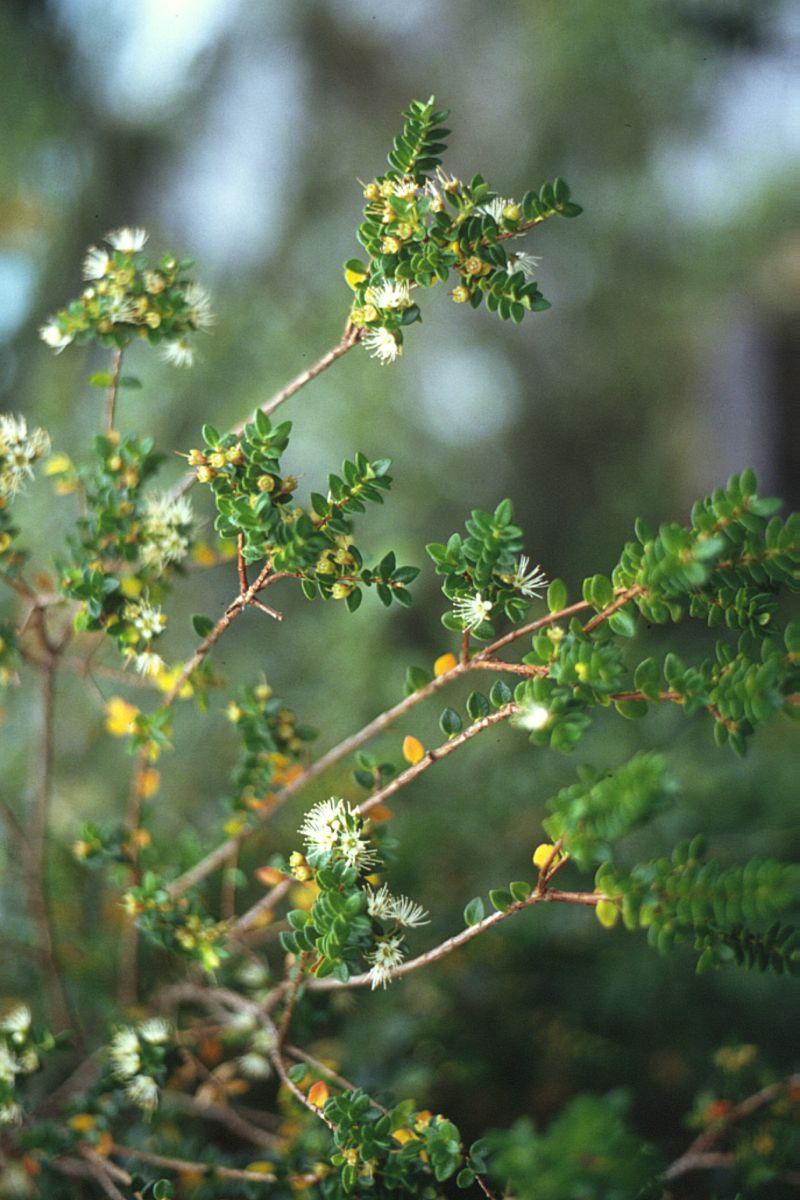
Tribus Metrosidereae: Zweig mit Laubblättern und Blüten von Tepualia stipularis

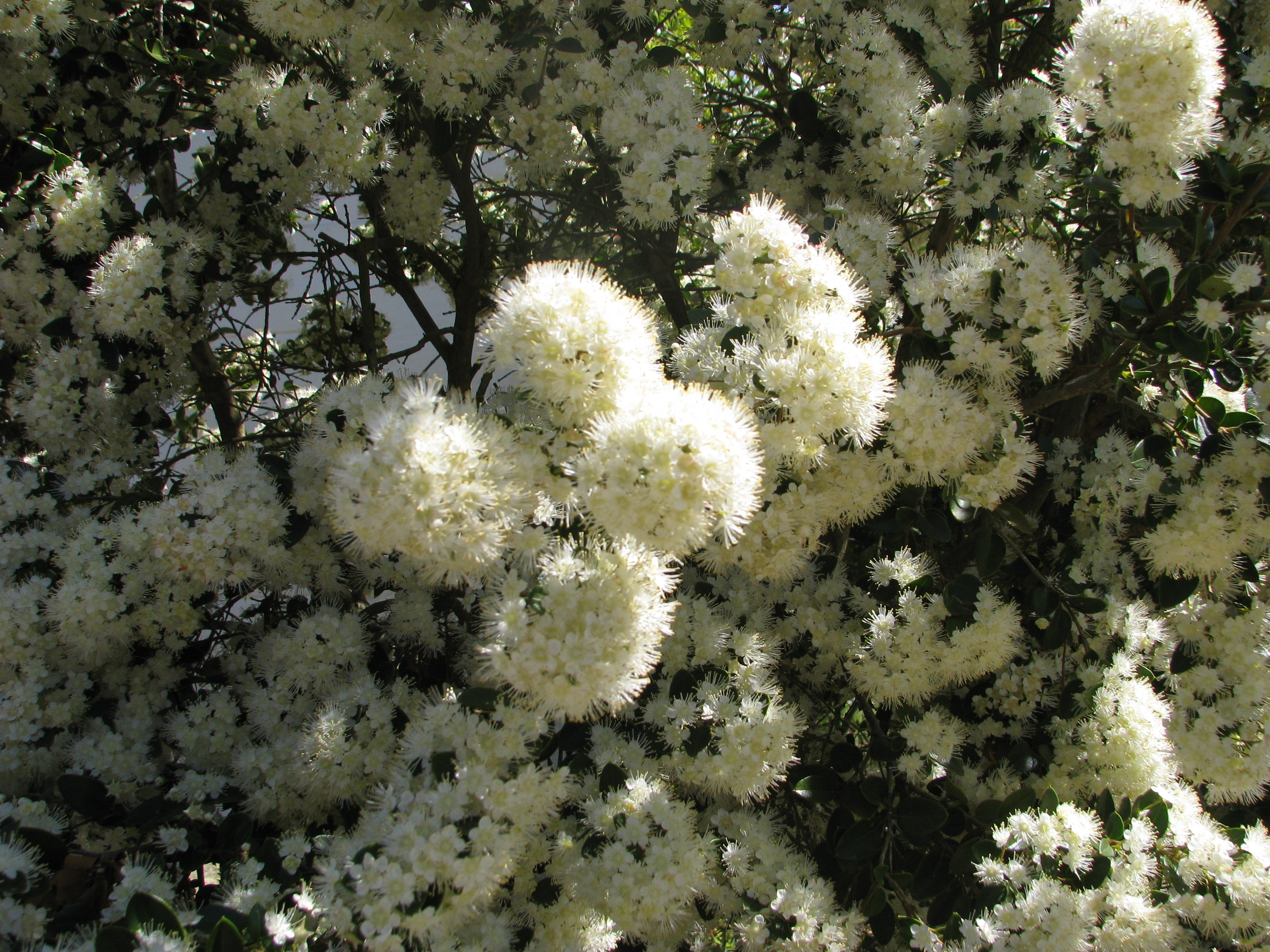
Tribus Myrteae: Blütenstände von Amomyrtus luma

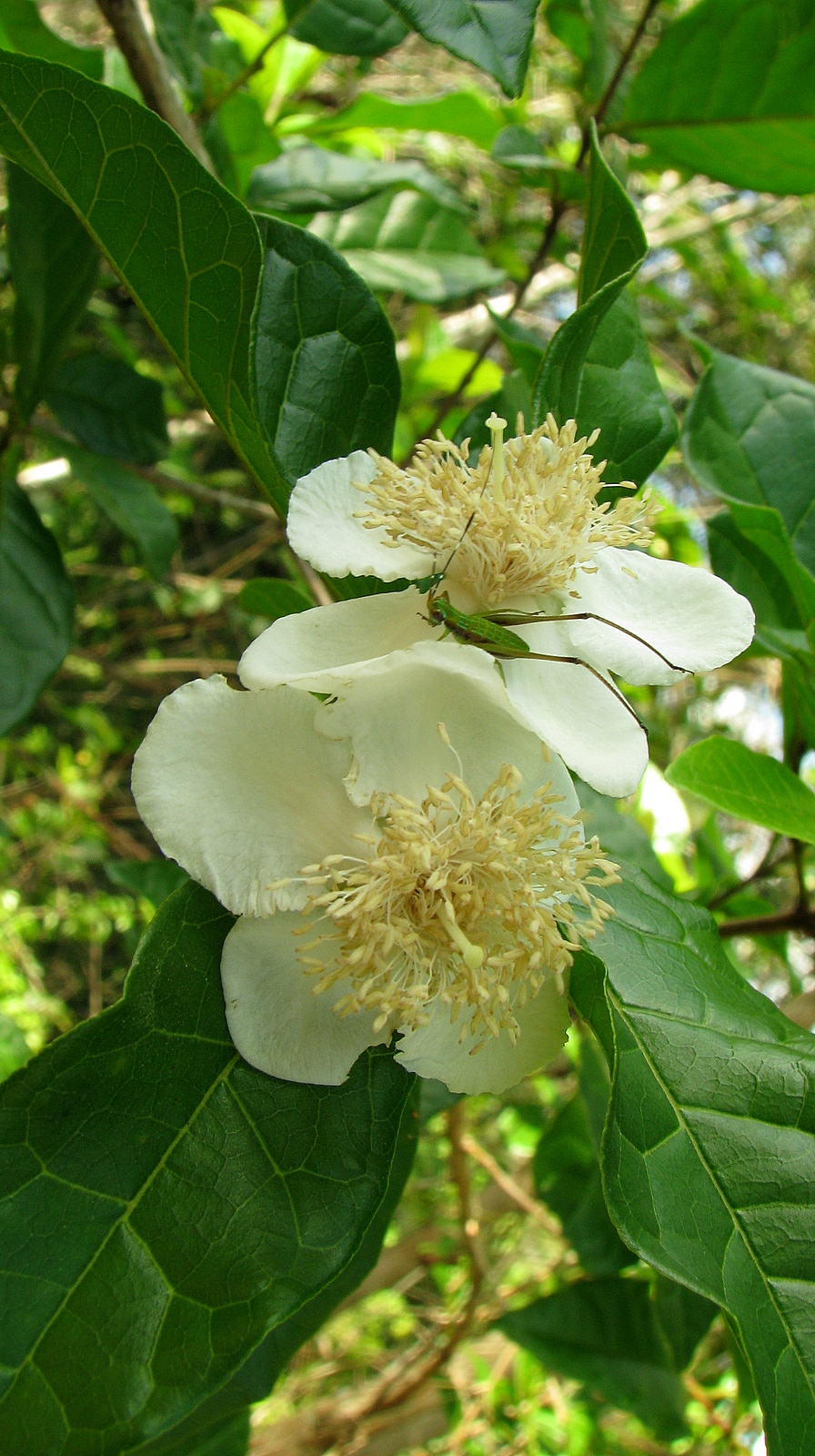
Tribus Myrteae: Blüten von Campomanesia viatoris

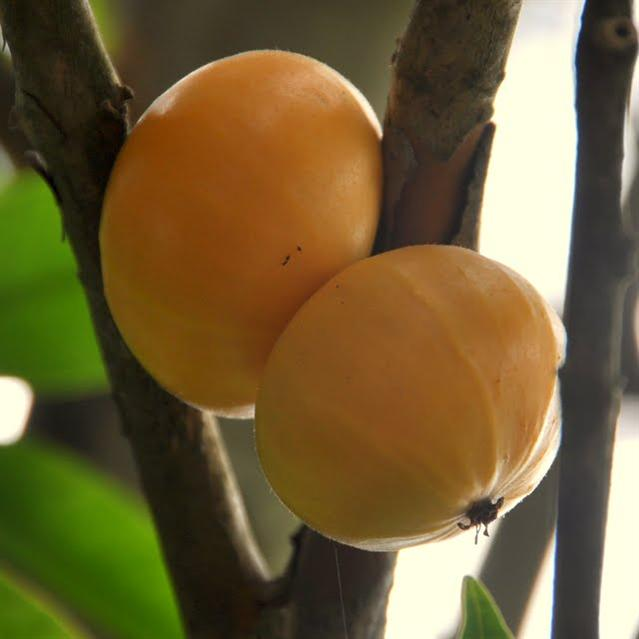
Tribus Myrteae: Früchte von Plinia edulis

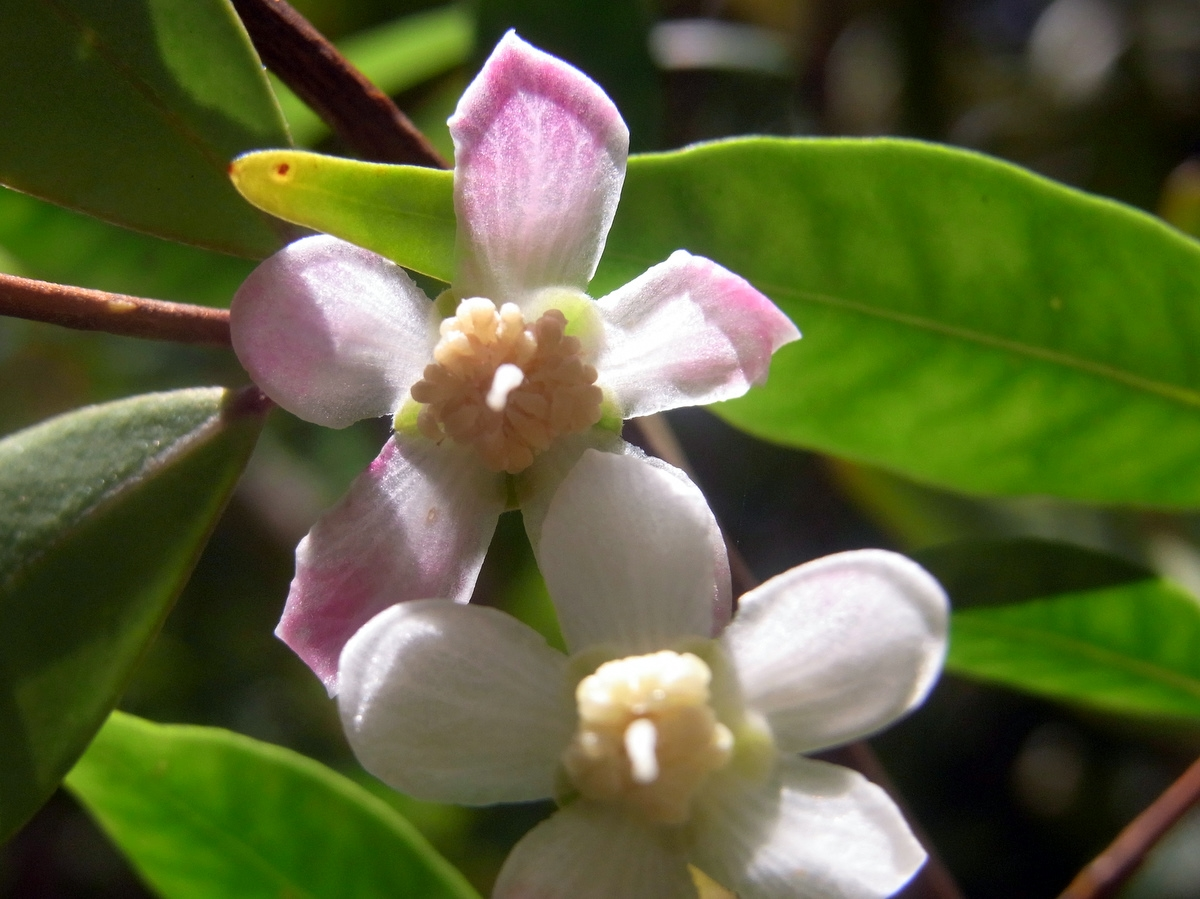
Tribus Myrteae: Blüten von Uromyrtus australis

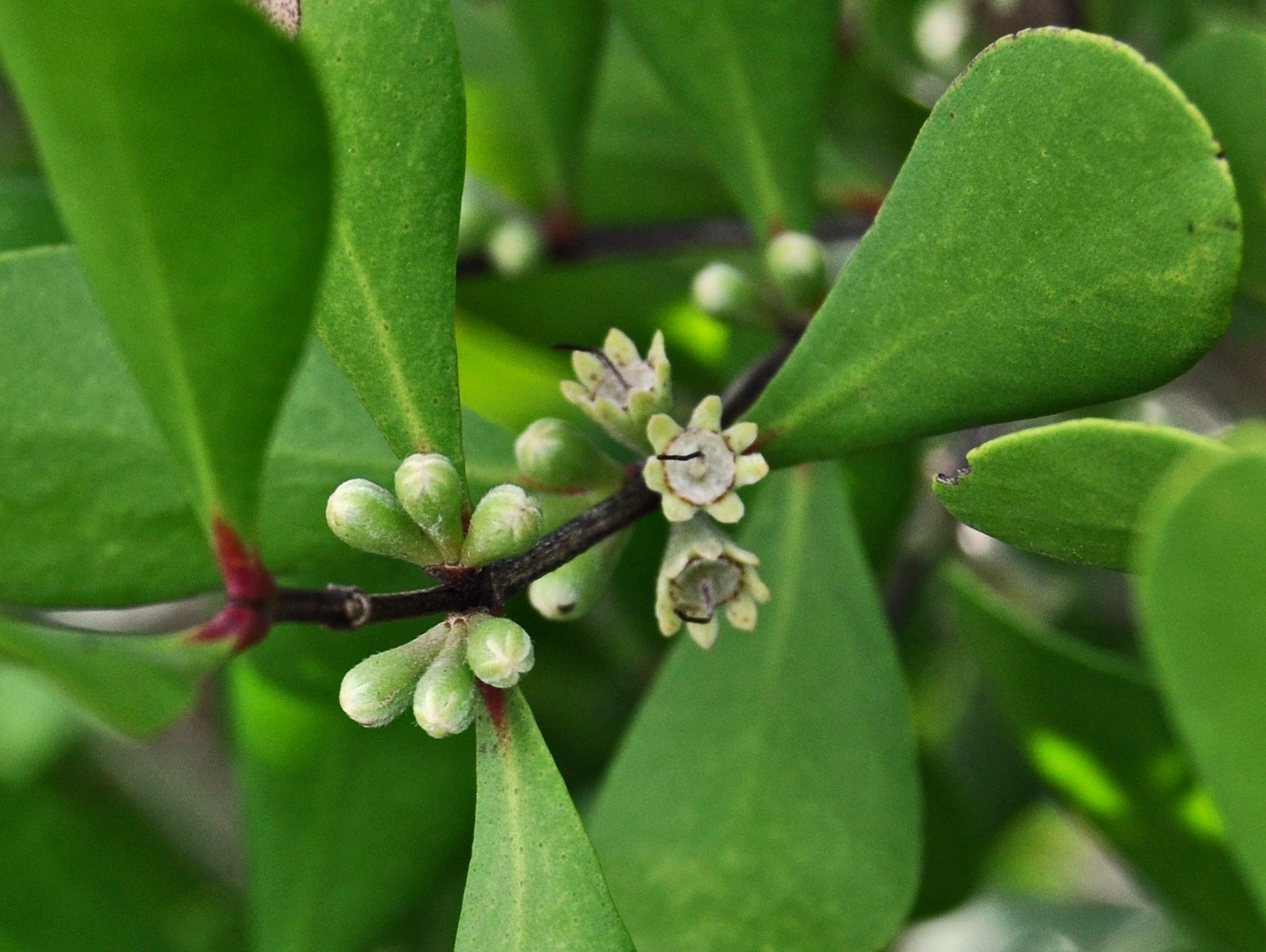
Tribus Osbornieae: Zweig mit Blütenknospen und Blüten von Osbornia octodonta

- Tribus Backhousieae Peter G.Wilson: Sie enthält nur zwei Gattungen:
  - Backhousia Hook. & Harv.: Die etwa dreizehn Arten kommen in den australischen Bundesstaaten Queensland, New South Wales und Western Australia vor.[2]
  - Choricarpia Domin: Die nur zwei Arten kommen in den australischen Bundesstaaten Queensland und New South Wales vor. Sie werden von manchen Autoren auch zur Gattung Backhousia gestellt.[2]
- Tribus Chamelaucieae DC.: Sie besitzen trockene einkammerige Früchte. Sie besitzen meist relativ kleine Blüten. Die meisten Arten werden durch Insekten, aber einige durch Vögel bestäubt.[3] Sie enthält etwa 30 Gattungen, mit einem Schwerpunkt der Artenvielfalt in Australien:[4]
  - Actinodium Schauer: Sie enthält nur eine Art:[5]
    - Actinodium cunninghamii Schauer ex Lindl.:[5] Dieser Endemit kommt nur im südwestlichen Western Australia vor.[2]

  - Aluta Rye & Trudgen: Die etwa sechs Arten sind in Australien verbreitet.[5]
  - Anticoryne Turcz.: Die seit 2012 etwa zwei Arten kommen nur in Western Australia vor.[5][4]
  - Astartea DC.: Die 22[5] bis 23 Arten kommen nur im südwestlichen Australien vor.[2]
  - Astus Trudgen & Rye: Sie wurde 2005 aufgestellt. Die etwa vier Arten[5] kommen nur im südwestlichen Australien vor.[2]
  - Babingtonia Lindl.: Die etwa zwei Arten kommen nur im westlichen Western Australia vor.[2]
  - Baeckea L.: Die etwa 27 oder 29 Arten sind vom subtropischen bis tropischen Asien und in Australien verbreitet.[2]
  - Balaustion Hook.: Sie enthält nur eine Art:
    - Balaustion pulcherrimum Hook.: Dieser Endemit kommt nur im südwestlichen Australien vor.[3]

  - Calytrix Labill.: Die etwa 87 Arten sind in Australien verbreitet.[2]
  - Chamelaucium Desf.: Die etwa 13 Arten kommen nur in Western Australia vor.[2]
  - Cheyniana Rye: Die nur zwei Arten kommen nur im südwestlichen Australien vor.[3]
  - Corynanthera J.W.Green: Sie enthält nur eine Art:
    - Corynanthera flava J.W.Green: Dieser Endemit kommt nur im westsüdwestlichen Western Australia vor.[2]

  - Cyathostemon Turcz.:[4] Die etwa sieben Arten kommen nur in Western Australia vor.[2]
  - Darwinia Rudge: Die etwa 53 Arten sind in Australien verbreitet.[2]
  - Enekbatus Trudgen & Rye: Die etwa zehn Arten kommen nur in Western Australia vor.[6][2]
  - Euryomyrtus Schauer: Die etwa sieben Arten sind in Australien verbreitet.[2]
  - Harmogia Schauer: Sie enthält nur eine Art:
    - Harmogia densifolia (Sm.) Schauer: Sie kommt im östlichen Australien vor.[2]

  - Homalocalyx F.Muell.: Die etwa elf Arten sind in Australien verbreitet.[2]
  - Homoranthus A.Cunn. ex Schauer: Die etwa 31 Arten kommen im östlichen und südlichen Australien vor.[2]
  - Hypocalymma (Endl.) Endl.: Die etwa 26 Arten kommen nur im südwestlichen Australien vor.[2]
  - Malleostemon J.W.Green:[4] Die etwa 15 Arten kommen nur im westlichen und südwestlichen Australien vor.[2]
  - Micromyrtus Benth.: Die etwa 50 Arten sind in Australien verbreitet.[2]
  - Ochrosperma Trudgen: Die etwa sechs Arten kommen nur im östlichen Australien vor.[2]
  - Oxymyrrhine Schauer: Die nur vier Arten kommen nur im südwestlichen Australien vor.[7][2]
  - Pileanthus Labill.: Die etwa acht Arten kommen nur im südwestlichen Australien vor.[2]
  - Rinzia Schauer: Die etwa 19 Arten kommen nur im südwestlichen Australien vor.[2]
  - Scholtzia Schauer: Die etwa zwölf Arten kommen nur im südwestlichen Australien vor.[2]
  - Tetrapora Schauer:[4] Die etwa fünf Arten kommen nur im südwestlichen Australien vor.[2]
  - Thryptomene Endl.: Die etwa 47 Arten sind in Australien verbreitet.[2]
  - Triplarina Raf.: Die etwa sieben Arten kommen nur in den australischen Bundesstaaten Queensland und New South Wales vor.[2]
  - Verticordia DC.: Die etwa 101 Arten sind in Australien verbreitet.[2]
- Tribus Eucalypteae Peter G. Wilson: Sie enthält etwa sieben Gattungen:
  - Allosyncarpia S.T.Blake: Sie enthält nur eine Art:[5]
    - Allosyncarpia ternata S.T.Blake: Sie kommt nur im australischen Northern Territory vor.[2]

  - Angophora Cav.: Die etwa zehn Arten und drei Naturhybriden[5] kommen im östlichen und südöstlichen Australien vor.[2]
  - Arillastrum Pancher ex Baill.: Sie enthält nur eine Art:
    - Arillastrum gummiferum (Brongn. & Gris) Pancher ex Baill.: Sie kommt nur im zentralen und südöstlichen Neukaledonien vor.[2]

  - Corymbia K.D.Hill & L.A.S.Johnson: Die 91 bis 115 Arten sind vom südlichen Neuguinea bis Australien verbreitet.[2]
  - Eucalyptopsis C.T.White: Die nur zwei Arten kommen auf Maluku und Neuguinea vor.[2]
  - Eukalyptus (Eucalyptus L'Hér.): Die 620 bis 810 Arten sind von den Philippinen bis Australien verbreitet. Die meisten Arten kommen in Australien vor; nur 16 Arten kommen außerhalb Australiens vor.[2]
  - Stockwellia D.J.Carr et al.: Sie enthält nur eine Art:
    - Stockwellia quadrifida D.J.Carr, S.G.M.Carr & B.Hyland: Sie kommt nur in Queensland vor.[2]
- Tribus Kanieae Peter G. Wilson ex Reveal: Sie enthält etwa acht Gattungen:
  - Barongia Peter G. Wilson & B.Hyland: Sie enthält nur eine Art:
    - Barongia lophandra Peter G.Wilson & B.Hyland: Dieser Endemit kommt nur in Queensland im State Forest Reserve 755, Palmerston, Barong und Brewer Logging Areas vor. Er gedeiht in Höhenlagen von 50 bis 200 Metern im gut entwickelten Tiefland-Regenwald.[8]

  - Basisperma C.T.White: Sie enthält nur eine Art:
    - Basisperma lanceolata C.T.White: Sie kommt nur in Papua-Neuguinea vor.[2]

  - Kania Schltr.: Die etwa sechs Arten sind auf den Philippinen und Neuguinea verbreitet.[2]
  - Lysicarpus F.Muell.: Sie enthält nur eine Art:
    - Lysicarpus angustifolius (Hook.) Druce: Sie kommt nur in Queensland vor.[2]

  - Mitrantia Peter G.Wilson & B.Hyland: Sie enthält nur eine Art:
    - Mitrantia bilocularis Peter G.Wilson & B.Hyland: Dieser Endemit kommt nur im nördlichen Queensland vor.[2]

  - Ristantia Peter G.Wilson & J.T.Waterh.: Die nur drei Arten kommen nur vom nördlichen bis nordöstlichen Queensland vor.[2]
  - Sphaerantia Peter G.Wilson & B.Hyland: Die nur zwei Arten kommen nur im nördlichen Queensland vor.[2]
  - Tristaniopsis Brongn. & Gris: Die etwa 40 Arten sind Australien, Neukaledonien, Malesien bis Myanmar, Kambodscha und Thailand verbreitet.[2]
- Tribus Leptospermeae DC.: Sie enthält etwa neun Gattungen:
  - Agonis (DC.) Sweet: Die seit 2007 nur noch etwa vier Arten kommen nur im südwestlichen Western Australia vor.[9][5]
    - Agonis flexuosa (Willd.) Sweet: Aus dem westlichen bis südlichen Australien.

  - Asteromyrtus Schauer: Die etwa sieben Arten sind vom südlichen Neuguinea bis zum nördlichen Australien verbreitet.[2]
  - Homalospermum Schauer: Sie enthält nur eine Art:
    - Homalospermum firmum Schauer: Sie kommt im südwestlichen Australien vor.[2]

  - Kunzea Rchb.: Die etwa 62 Arten kommen in Neuseeland und Australien (alle Arten) vor.[2]
  - Leptospermum J.R.Forst. & G.Forst.: Die etwa 88 Arten sind von Südostasien und Neuguinea bis Australien (77 Arten) und Neuseeland verbreitet.[2]
  - Neofabricia Joy Thomps.: Die nur drei Arten kommen nur im nördlichen Queensland vor.[2]
  - Paragonis J.R.Wheeler & N.G.Marchant: Sie wurde 2007 aufgestellt und enthält nur eine Art:
    - Paragonis grandiflora (Benth.) J.R. Wheeler & N.G. Marchant: Dieser Endemit kommt nur im südwestlichen Western Australia vor. Sie ist nur von wenigen Fundorten am Darling Scarp bekannt.[9][5]

  - Pericalymma (Endl.) Endl.: Die etwa vier Arten kommen nur im südwestlichen Australien vor.[2]
  - Taxandria (Benth.) J.R.Wheeler & N.G.Marchant: Sie wurde 2007 reaktiviert. Die etwa elf Arten kommen nur im südwestlichen Western Australia vor.[9][5]
- Tribus Lindsayomyrteae Peter G.Wilson: Sie enthält nur eine monotypische Gattung:
  - Lindsayomyrtus B.Hyland & Steenis: Sie enthält nur eine Art:
    - Lindsayomyrtus racemoides (Greves) Craven: Sie kommt von den Molukken bis ins nördliche Queensland vor.[2]
- Tribus Lophostemoneae Peter G.Wilson: Sie enthält etwa vier Gattungen:
  - Kjellbergiodendron Burret: Sie enthält nur eine Art:
    - Kjellbergiodendron celebicum (Koord.) Merr.: Dieser Endemit kommt nur auf Sulawesi vor.[2]

  - Lophostemon Schott: Die etwa vier Arten sind von Australien bis Neuguinea verbreitet.[2]
  - Welchiodendron PeterG.Wilson & J.T.Waterh.: Sie enthält nur eine Art:
    - Welchiodendron longivalve (F.Muell.) Peter G.Wilson & J.T.Waterh.: Sie kommt von Neuguinea bis ins nördlichen Queensland vor.[2]

  - Whiteodendron Steenis: Sie enthält nur eine Art:
    - Whiteodendron moultonianum (W.W.Sm.) Steenis: Sie kommt nur auf Borneo vor.[2]
- Tribus Melaleuceae: Sie enthält etwa sieben Gattungen:
  - Beaufortia R.Br.: Die etwa 21 Arten kommen nur im südwestlichen Australien vor. Nach anderen Autoren werden nur drei Arten zu dieser Gattung gerechnet (Stand 2008).[2]
  - Zylinderputzer (Callistemon R.Br.): Die etwa 30 Arten kommen in Neukaledonien und Australien (26 Arten) vor. Sie werden nach anderen Autoren großenteils in die Gattung Melaleuca gestellt (Stand 2008).[2] Dies wird kontrovers diskutiert.
  - Calothamnus Labill.: Die etwa 43 Arten kommen nur im südwestlichen Australien vor. Sie werden aber von manchen Autoren in die Gattung Melaleuca gestellt (Stand 2008).[2]
  - Eremaea Lindl.: Die etwa 16 Arten kommen im westlichen Australien vor. Sie werden von manchen Autoren in die Gattung Melaleuca gestellt (Stand 2008).[2]
  - Melaleuca L.: Die je nach Autor 220 bis 382 Arten sind hauptsächlich in Australien (215 Arten) sowie Neuguinea verbreitet und kommen von Indochina bis Australien, in Neukaledonien und auf den Gesellschaftsinseln vor.[2]
  - Phymatocarpus F.Muell.: Die nur drei Arten kommen in Western Australia vor. Sie werden von manchen Autoren auch zu Melaleuca gestellt.[2]
  - Regelia Schauer: Die etwa fünf Arten kommen nur im südwestlichen Australien vor. Sie werden von manchen Autoren auch zu Melaleuca gestellt (Stand 2008).[2]
- Tribus Metrosidereae Peter G.Wilson: Sie enthält etwa zwei Gattungen:
  - Metrosideros Banks ex Gaertn.: Die etwa 58 Arten kommen ursprünglich nicht in Australien vor, sondern sind hauptsächlich auf der Südhalbkugel vom Kap und den Ogosawarainseln bis Malesien und dem Pazifischen Raum und auch im südlichsten Südamerika verbreitet.[2] Hierher gehören beispielsweise das Südinsel-Eisenholz, das Nordinsel-Eisenholz und der Pohutukawa.
  - Tepualia Griseb.: Sie enthält nur eine Art:
    - Tepualia stipularis (Hook. & Arn.) Griseb.: Sie kommt im zentralen bis südlichen Chile und südwestlichen Argentinien vor. Sie wird von manchen Autoren auch zu Melaleuca gestellt (Stand 2008).[2]
- Tribus Myrteae: Die fleischigen Früchte sind Beeren oder Steinfrüchte. Sie haben ihr Hauptverbreitungsgebiet in der Neotropis und auch im südlichen pazifischen Raum. Sie enthält etwa 54 Gattungen:
  - Acca O.Berg: Die drei bis sechs Arten kommen von Peru bis Uruguay vor[2], darunter beispielsweise:
    - Brasilianische Guave (Acca sellowiana (O.Berg) Burret)
    - Acca lanuginosa (Ruiz & Pav. ex G.Don) McVaugh: Sie kommt in Peru vor.[2]

  - Accara Landrum: Sie enthält nur eine Art:
    - Accara elegans (DC.) Landrum: Sie kommt im nur im brasilianischen Bundesstaat Minas Gerais vor.[2]

  - Archirhodomyrtus (Nied.) Burret: Sie enthält nur eine Art:[5]
    - Archirhodomyrtus beckleri (F.Muell.) A.J.Scott:[5] Sie gedeiht im Regenwald des östlichen Australiens in Queensland sowie New South Wales.

  - Algrizea Proença & NicLugh.: Die nur zwei Arten kommen im nordöstlichen Brasilien vor.[2]
  - Amomyrtella Kausel: Die nur zwei Arten kommen von Ecuador bis ins nordwestliche Argentinien vor.[2]
  - Amomyrtus (Burret) D.Legrand & Kausel: Die nur zwei Arten kommen in Chile und im südwestlichen Argentinien vor.[2]
    - Amomyrtus meli (Phil.) D.Legrand & Kausel: Aus dem mittleren Chile.

  - Archirhodomyrtus (Nied.) Burret: Die etwa fünf Arten kommen im östlichen Australien und in Neukaledonien vor.[2]
  - Austromyrtus (Nied.) Burret: Die etwa fünf Arten kommen in den australischen Bundesstaaten Queensland sowie New South Wales und Neukaledonien vor.[2]
  - Blepharocalyx O.Berg: Die etwa vier Arten gedeihen im tropischen und im südlichen Südamerika.[2]
    - Blepharocalyx salicifolius (Kunth) O.Berg: Sie ist vom nördlicheren Argentinien, Uruguay, Paraguay, Bolivien bis Peru und Ecuador sowie aus im südlichen bis zentralen und östlichen Brasilien verbreitet.

  - Calycolpus O.Berg: Die etwa 17 Arten sind vom tropischen Zentral- bis Südamerika verbreitet.[2]
  - Calycorectes O.Berg: Die etwa 28 Arten sind in der Neotropis verbreitet.[2]
  - Calyptranthes Sw.: Die etwa 163 Arten sind in der Neotropis verbreitet.[2]
  - Calyptrogenia Burret: Die etwa sechs Arten kommen nur auf den karibischen Inseln Hispaniola und Jamaika vor.[2]
  - Campomanesia Ruiz & Pav.: Die etwa 37 rezenten Arten von der Insel Trinidad bis ins tropische Südamerika vor. Ausgestorben ist die Art:
    - Campomanesia lundiana (Kiaersk.) Mattos: Sie kam nur im brasilianischen Bundesstaat Rio de Janeiro vor.
    - Campomanesia phaea (O.Berg) Landrum: Aus dem südöstlichen Brasilien.

  - Chamguava Landrum: Die nur drei Arten sind von Mexiko bis Zentralamerika verbreitet.[2]
  - Curitiba Salywon & Landrum: Sie enthält nur eine Art:
    - Curitiba prismatica (D.Legrand) Salywon & Landrum: Sie kommt im südlichen Brasilien vor.[2]

  - Decaspermum J.R.Forst. & G.Forst.: Die etwa 34 Arten sind vom tropisch-subtropischen Asien bis zu den Inseln im Pazifik verbreitet.[2]
  - Kirschmyrten Eugenia L.: Die 500 bis 1152 Arten sind von den Subtropen bis Tropen weitverbreitet[2] mit einem Schwerpunkt in der Neotropis.
  - Gossia N.Snow et al.: Die etwa 37 Arten sind von Neuguinea, den Salomonen bis Neukaledonien, Fidschi und Australien (16 Arten) verbreitet.[2]
  - Hottea Urb.: Die etwa acht Arten kommen nur auf den karibischen Inseln Hispaniola und östlichen Kuba vor.[2]
  - Kanakomyrtus N.Snow: Die etwa sechs Arten kommen nur auf Neukaledonien vor.[2]
  - Legrandia Kausel: Sie enthält nur eine Art:
    - Legrandia concinna (Phil.) Kausel: Sie kommt im nur im zentralen Chile vor.[2]

  - Lenwebbia N.Snow et al.: Die nur zwei Arten kommen in den australischen Bundesstaaten Queensland und New South Wales vor.[2]
  - Lithomyrtus F.Muell.: Die etwa elf Arten sind in Australien verbreitet.[2]
  - Lophomyrtus Burret: Die nur drei Arten kommen in Neuseeland vor.[2]
  - Luma A.Gray: Sie enthält nur zwei Arten:
    - Luma apiculata (DC.) Burret: Sie kommt im südwestlichen Argentinien und in Chile vor.[2]
    - Luma chequen F.Phil.: Sie kommt in Chile vor.[2]

  - Marlierea Cambess.: Die etwa 90 Arten sind in der Neotropis verbreitet. Sie werden von manchen Autoren auch zu Myrcia gestellt (Stand 2008).[2]
  - Meteoromyrtus Gamble: Sie enthält nur eine Art:
    - Meteoromyrtus wynadensis (Bedd.) Gamble: Sie kommt im südwestlichen Indien vor. Sie wird von manchen Autoren auch als Eugenia wynadensis Bedd. zu Eugenia gestellt.[2]

  - Mitranthes O.Berg: Die etwa sieben Arten kommen nur auf Jamaika und Kuba vor.[2]
  - Mosiera Small: Die etwa 32 Arten sind von Florida, auf Karibischen Inseln, von Mexiko bis Guatemala und im südlichen Brasilien verbreitet.[2]
  - Myrceugenia O.Berg: Die etwa 45 Arten sind von Brasilien bis ins südliche Südamerika verbreitet.[2]
  - Myrcia DC.: Die etwa 609 rezenten Arten sind von Mexiko bis ins tropische Südamerika weitverbreitet.[2] Ausgestorben sind:
    - Myrcia neocambessedeana Lucas & Sobral, Basionym: Gomidesia cambessedesiana O.Berg, eine ausgestorbene Art, die in Brasilien (Rio de Janeiro) vorkam.[2]
    - Myrcia skeldingii Proctor, eine ausgestorbene Art, die auf Jamaika vorkam.

  - Myrcianthes O.Berg: Die etwa 37 Arten sind vom südlichen Florida bis ins tropische Südamerika weitverbreitet,[2] beispielsweise:
    - Myrcianthes oreophila (Diels) McVaugh: Sie ist in Peru und Bolivien verbreitet.
    - Myrcianthes pungens (O.Berg) D.Legrand: Sie ist vom nördlichen Argentinien, Paraguay, Bolivien, Uruguay bis ins südlichere sowie zentrale Brasilien verbreitet.

  - Myrciaria O.Berg: Die etwa 27 Arten gedeihen in der Neotropis, beispielsweise:
    - Camu-Camu (Myrciaria dubia (Kunth) McVaugh)
    - (Guavaberry, Rumberry) (Myrciaria floribunda (H.West ex Willd.) O.Berg)

  - Myrrhinium Schott: Sie enthält nur eine Art:
    - Myrrhinium atropurpureum Schott: Die zwei Varietäten kommen im westlichen Südamerika und vom südlichen und südöstlichen Brasilien bis ins nordöstliche Argentinien vor.[2]

  - Myrtastrum Burret: Sie enthält nur eine Art:
    - Myrtastrum rufopunctatum (Pancher ex Brongn. & Gris) Burret: Sie kommt nur in Neukaledonien vor.[2]

  - Myrtella F.Muell.: Die nur zwei Arten kommen von Neuguinea bis zu den Inseln im nordöstlichen Pazifik vor.[2]
  - Myrteola O.Berg: Die nur drei Arten kommen vom westlichen Südamerika bis zu den Falklandinseln vor.[2]
  - Myrten (Myrtus L.): Sie enthält nur zwei Arten:
    - Myrtus communis L. (Brautmyrte, Duftende Myrte, Gemeine Myrte): mit zwei Unterarten, kommt von Makaronesien bis Pakistan vor.[2]
    - Myrtus nivellei Batt. & Trab.: mit zwei Unterarten, kommt vom südlichen Algerien bis zum südwestlichen Libyen und dem Tibesti-Gebirge im Tschad vor.[2]

  - Neomitranthes D.Legrand: Die etwa 13 Arten sind in Brasilien verbreitet.[2]
    - Neomitranthes obscura (DC.) N.Silveira: Sie kommt im südöstlichen Brasilien vor.

  - Neomyrtus Burret: Sie enthält nur eine Art:
    - Neomyrtus pedunculata (Hook. f.) Allan: Sie kommt in Neuseeland vor.[2]

  - Octamyrtus Diels: Die etwa sechs Arten kommen von den Molukken bis Neuguinea vor.[2]
  - Pilidiostigma Burret: Die etwa sechs Arten kommen von Neuguinea bis ins nordöstliche New South Wales vor.[2]
  - Pimenta Lindl.: Mit etwa 19 Arten, die vom südlichen Mexiko bis ins tropische Amerika vorkommen.[2]
  - Plinia L.: Die etwa 78 Arten gedeihen in der Neotropis,[2] beispielsweise:
    - Jaboticaba oder Baumstammkirsche (Plinia cauliflora (Mart.) Kausel): Östliches bis südöstliches Brasilien bis Argentinien und Paraguay sowie aus Bolivien.
    - Plinia edulis (Vell.) Sobral: Südöstliches Brasilien bis nach Argentinien.

  - Pseudanamomis Kausel: Sie enthält nur eine Art:
    - Pseudanamomis umbellulifera (Kunth) Kausel: Sie kommt von Kolumbien bis Guayana und auf der Insel Trinidad vor.[2]

  - Guaven (Psidium L.): Die 90 bis 150 Arten gedeihen in der Neotropis, darunter die
    - Echte Guave (Psidium guajava L.)

  - Rhodamnia Jack: Die etwa 40 Arten kommen von Indochina bis zu den Inseln im südwestlichen Pazifik und auf Hainan vor.[2]
  - Rhodomyrtus (DC.) Rchb.: Die etwa 21 Arten sind vom subtropischen bis tropischen Asien und auf Inseln im südwestlichen Pazifik verbreitet.[2]
  - Siphoneugena O.Berg: Die etwa elf Arten gedeihen in der Neotropis.[2]
  - Stereocaryum Burret: Die nur zwei Arten kommen nur auf Neukaledonien vor.[2]
  - Ugni Turcz.: Die etwa vier Arten sind von Mexiko bis ins südliche Südamerika verbreitet.[2]
  - Uromyrtus Burret: Die etwa 22 Arten kommen in Borneo und von Neuguinea bis ins östliche Australien und bis Neukaledonien vor.[2]
- Tribus Osbornieae Peter G.Wilson: Sie enthält nur eine Gattung:
  - Osbornia F.Muell.: Sie enthält nur eine Art:
    - Osbornia octodonta F.Muell.: Dieser Mangroven-Baum gedeiht an den Küsten von Borneo bis zu den Philippinen und von den Kleinen Sunda-Inseln bis ins nördliche Australien.[2]
- Tribus Syncarpieae Peter G.Wilson: Sie enthält nur eine Gattung:
  - Syncarpia Ten.: Die etwa drei Arten kommen in den australischen Bundesstaaten Queensland und New South Wales vor.[2]
- Tribus Syzygieae Peter G.Wilson: Sie enthält etwa drei Gattungen:
  - Piliocalyx Brongn. & Gris: Die etwa acht Arten kommen nur auf Neukaledonien vor. Sie werden von manchen Autoren auch zu Syzygium gestellt.[2]
  - Syzygium P.Browne ex Gaertn.: Die 500 bis 1188 Arten sind im tropischen sowie subtropischen Afrika, Asien, Australien und auf den Inseln im Pazifik verbreitet.[2]
  - Waterhousea B.Hyland: Die nur vier Arten kommen in australischen Bundesstaaten Queensland und New South Wales vor. Sie werden von manchen Autoren auch zu Syzygium gestellt (Stand 2008).[2]
- Tribus Tristanieae Peter G.Wilson: Sie enthält etwa drei Gattungen:
  - Thaleropia Peter G.Wilson: Die nur drei Arten kommen von Neuguinea bis zu den Santa-Cruz-Inseln und im nördlichen Australien vor.[2]
  - Tristania R. Br.: Sie enthält nur eine Art:
    - Tristania neriifolia (Sims) R.Br.: Sie kommt nur in New South Wales vor.[2]

  - Xanthomyrtus Diels: Die etwa 24 Arten kommen von Malesien bis Neukaledonien vor.[2]
- Tribus Xanthostemoneae Peter G.Wilson: Sie enthält etwa drei Gattungen:
  - Pleurocalyptus Brongn. & Gris: Die zwei Arten kommen nur auf Neukaledonien vor.[2]
  - Purpureostemon Gugerli: Sie enthält nur eine Art:
    - Purpureostemon ciliatus (J.R.Forst. & G.Forst.) Gugerli: Sie kommt nur im nordwestlichen und zentralen Neukaledonien vor.[2]

  - Xanthostemon F.Muell.: Die etwa 48 Arten kommen von Malesien bis zu den Inseln im südwestlichen Pazifik vor.[2]